# True Blue (Tina Brooks)
| Recensione | Giudizio |
| ---------- | -------- |
| AllMusic   | [ 1 ]    |

True Blue è il primo album discografico solistico del sassofonista jazz statunitense Tina Brooks, pubblicato dalla casa discografica Blue Note Records nel novembre del 1960.

## Tracce
Lato A
Brani composti da Tina Brooks
1. Good Old Soul – 8:05
2. Up Tight's Creek – 5:14
3. Theme for Doris – 5:50

Lato B
Brani composti da Tina Brooks, eccetto dove indicato
1. True Blue – 4:55
2. Miss Hazel – 5:29
3. Nothing Ever Changes My Love for You – 7:50 (Jack Segal, Marvin Fisher)

Edizione CD del 2005, pubblicato dalla Blue Note Records (7243 8 75264 2 6)
Brani composti da Tina Brooks, eccetto dove indicato
1. Good Old Soul – 8:05
2. Up Tight's Creek – 5:14
3. Theme for Doris – 5:50
4. True Blue – 4:55
5. Miss Hazel – 5:29
6. Nothing Ever Changes My Love for You – 7:50 (Jack Segal, Marvin Fisher)
7. True Blue – 5:05 – Bonus Track - Alternate Track
8. Good Old Soul – 7:35 – Bonus Track - Alternate Track

## Musicisti
- Tina Brooks - sassofono tenore
- Freddie Hubbard - tromba
- Duke Jordan - pianoforte
- Sam Jones - contrabbasso
- Art Taylor - batteria

Note aggiuntive
- Alfred Lion - produttore
- Michael Cuscuna - produttore riedizione su CD
- Registrato il 25 giugno 1960 al Van Gelder Studio di Englewood Cliffs, New Jersey (Stati Uniti)
- Rudy Van Gelder - ingegnere delle registrazioni
- Francis Wolff - fotografie (copertina album, inserti fotografici interno copertina album)
- Ira Gitler - note retrocopertina album originale
- Reid Miles - design copertina album originale[5] [6]